# Cyphon ponticus
Cyphon ponticus là một loài bọ cánh cứng trong họ Scirtidae. Loài này được Nyholm miêu tả khoa học năm 1976.